# تصميم البحث

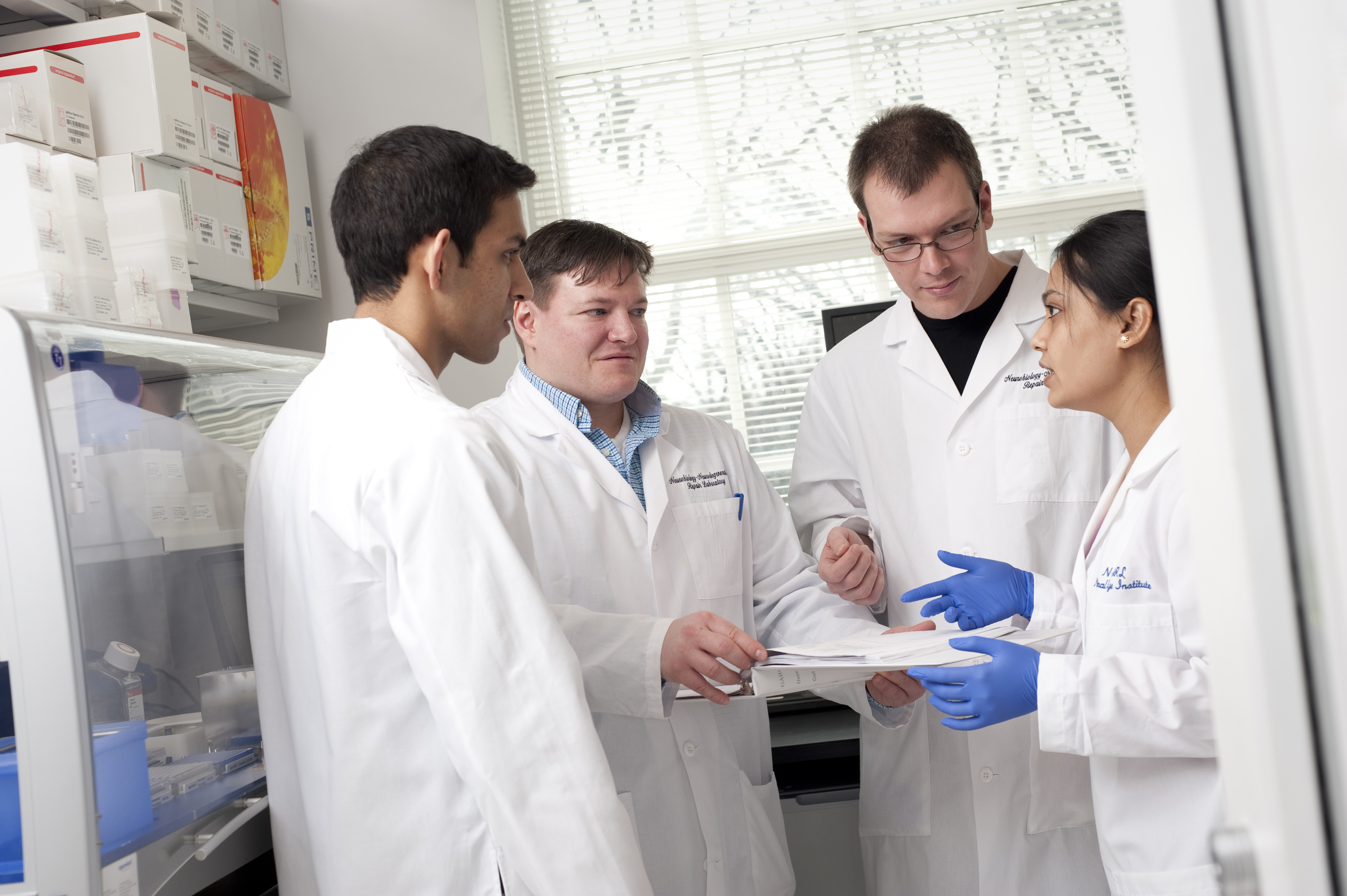

تصميم البحوث العلمية هو مهمة تشمل العديد من المراحل التي تستهدف تجهيز بناء منهجي وآداتي يصلح لإجراء البحوث العلمية وفقاً لقواعد المنهج العلمي المعروفة في كل من منظومة العلوم الطبيعية ومنظومة العلوم الاجتماعية والإنسانية.

## اقرأ أيضاً
- تصميم التجارب